# Yu Hui Tseng
Yu Hui Tseng est la première femme maître du thé dans l’histoire de la Chine. Elle est un des experts les plus reconnus depuis la plantation jusqu’à la dégustation, en passant par les différentes étapes de fabrication.
Elle est la fondatrice et la propriétaire de la Maison des Trois Thés à Paris.

## Biographie
Yu Hui Tseng descend d’une famille chinoise ancienne, comptant parmi ses ancêtres Zengzi, un des disciples de Confucius.

### Carrière
Tseng use de son savoir et son expérience pour tenter de changer l'image du thé qu'en ont beaucoup de gens en France et dans d'autres pays occidentaux. Tseng est connue pour ses échanges avec des experts du vin tels Philippe Faure-Brac, Richard Geoffroy et Jean-Claude Berrouet (en),. Tseng est aussi consultée par de nombreux chefs étoilés au guide Michelin à Paris comme Alain Senderens, Guy Savoy, Joël Robuchon, Olivier Roellinger et Pierre Gagnaire. Elle fournit à leurs restaurants les variétés appropriées de thé et les aide aussi à mettre en place les bons accords avec leurs mets,,. En outre elle collabore souvent avec des chefs pâtissiers et chocolatiers, tels Jacques Génin (en) et Pierre Hermé,, des sommeliers comme Andreas Larrson, Agnese Morandi ou Patrick Borras,, des maîtres fromagers, épiciers, distilleurs de whisky et même des parfumeurs. Ses aptitudes uniques sont aussi utiles à des entreprises comme Nestlé Waters qui se fient à son palais et son nez pour leurs produits. De plus, en 2017 Maître Tseng a soutenu la première cave à thé portative au monde Tea Humidor, par Lotusier, et a procédé à une séance de dégustation lors de sa présentation de lancement à la presse à Londres au printemps.

## La Maison des Trois Thés
En 1995, elle ouvre La Maison des Trois Thés à Paris au 1 rue Saint-Médard, où elle conserve l'une des plus vastes caves à thé au monde, avec une sélection de plus de 1000 thés,, dont les plus anciens dépassent les 100 ans, et dont la valeur peut dépasser celle des grands vins français les plus prestigieux, à l'instar des Château Pétrus, Romanée-Conti, ou  Dom Pérignon,. À son salon de thé, elle entrepose et fait mûrir des variétés de thé dans des chambres spécialement conçues, pour un contrôle optimal de température et d'humidité.
Tseng est réputée pour son perfectionnisme quant aux conditions de conservation du thé, ainsi que son appréciation, allant jusqu'à demander à sa clientèle de ne pas porter de parfum fort quand ils assistent à ses dégustations.